# 鞍馬山鋼索鐵道
鞍馬山鋼索鐵道（日语：／ Kurama-dera Tetsudō */?）是一條位於京都府京都市左京區，為了方便參詣者前往鞍馬寺，由宗教法人鞍馬寺營運的纜索鐵路。
在鐵道事業法中，此纜索鐵路是唯一由宗教法人运营的线路。同時是日本最短的鐵路線。只有一架車輛來回於單線上，沒有列車交會設備。乘務員與售票員等職員多穿以作務衣執勤。
在2016年5月20日起，鐵路線進行翻新設備和車輛工程。除非另有說明，車輛等數據取自2015年5月10日退役的第三代車輛。

## 歷史
- 1957年（昭和32年）1月1日 - 山門至多寶塔之間開業。
- 1976年（昭和51年）1月 - 第二代車輛開始行走。車輪使用橡膠輪胎[5]（p. 2）。
- 1996年（平成8年）8月8日 - 第三代車輛開始行走。車輪使用橡膠輪胎。
- 2015年（平成27年）5月11日 - 進行翻新工程而暫停服務[4][6][7]（當初預定在2016年3月31日前完成工程[4]）。
- 2016年（平成28年）5月20日 - 第四代車輛開始行走[1][2][3]。

## 路線數據
- 路線距離（營業距離）：0.2公里（191米）
- 軌距：800毫米
- 車站數目：2個（包括起終點站）
- 最大坡度：499‰（約26°31′）
- 高低差：89米

## 運行形態
非繁忙時間每15分鐘一班。於山門站在毎小時10、25、40、55分鐘出發。然後三分鐘後在多寶塔站出發。乘車需時約2分鐘。首班車從山門站出發的時間為早上8時18分，尾班車從多寶塔站出發的時間為下午4時50分。6月至8月之間，尾班車延長至下午5時20分。在多客時期，列車會繁密行駛。

## 車輛
源義經在年幼時期送往鞍馬寺修行，當時乳名為牛若丸。因此車輛取自其乳名，愛稱名為「牛若號」。
以下為1996年製造的第三代車輛「牛若號III」車輛規格：
- 載客量：31人（但是實際只可載客28人）
- 路軌、運行系統設計與施工：安全索道（日语：安全索道）株式會社（1996年）
- 車輛製造：大阪車輛工業（日语：大阪車輌工業）株式會社（1996年）

車輛的軌距為800毫米，車輪為橡膠輪胎。在1957年啟用當初的車輛的軌距是762毫米，車輛為鐵輪，當時設有2架車輛互相行走。在1976年開始使用的第二代車輛改用橡膠輪胎，以及加設架空電纜（p. 2）。在1996年引入的第三代車輛不再使用架空電纜，而是採用與單軌電車和新交通系統相同方法，於路軌旁取電（p. 3），以提供電力予車內照明、車頭燈、車內廣播和車頭雨刷，而不是把車輛驅動。在2016年起引入第四代車輛「牛若號IV」，該車輛使用站內充電方法，在行走時不再需要取電以供應上述提及車內設施。

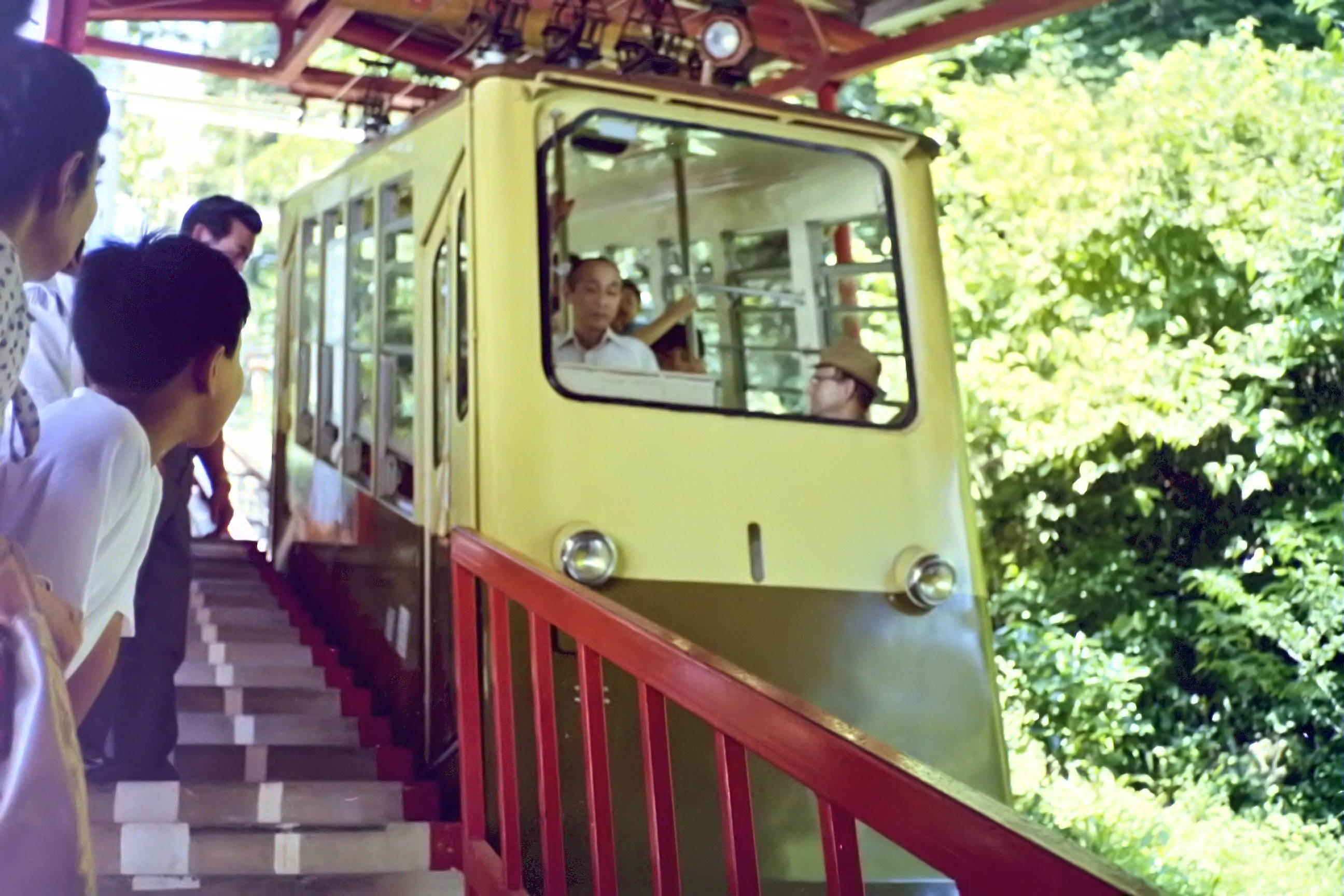
第二代車輛 （1984年）
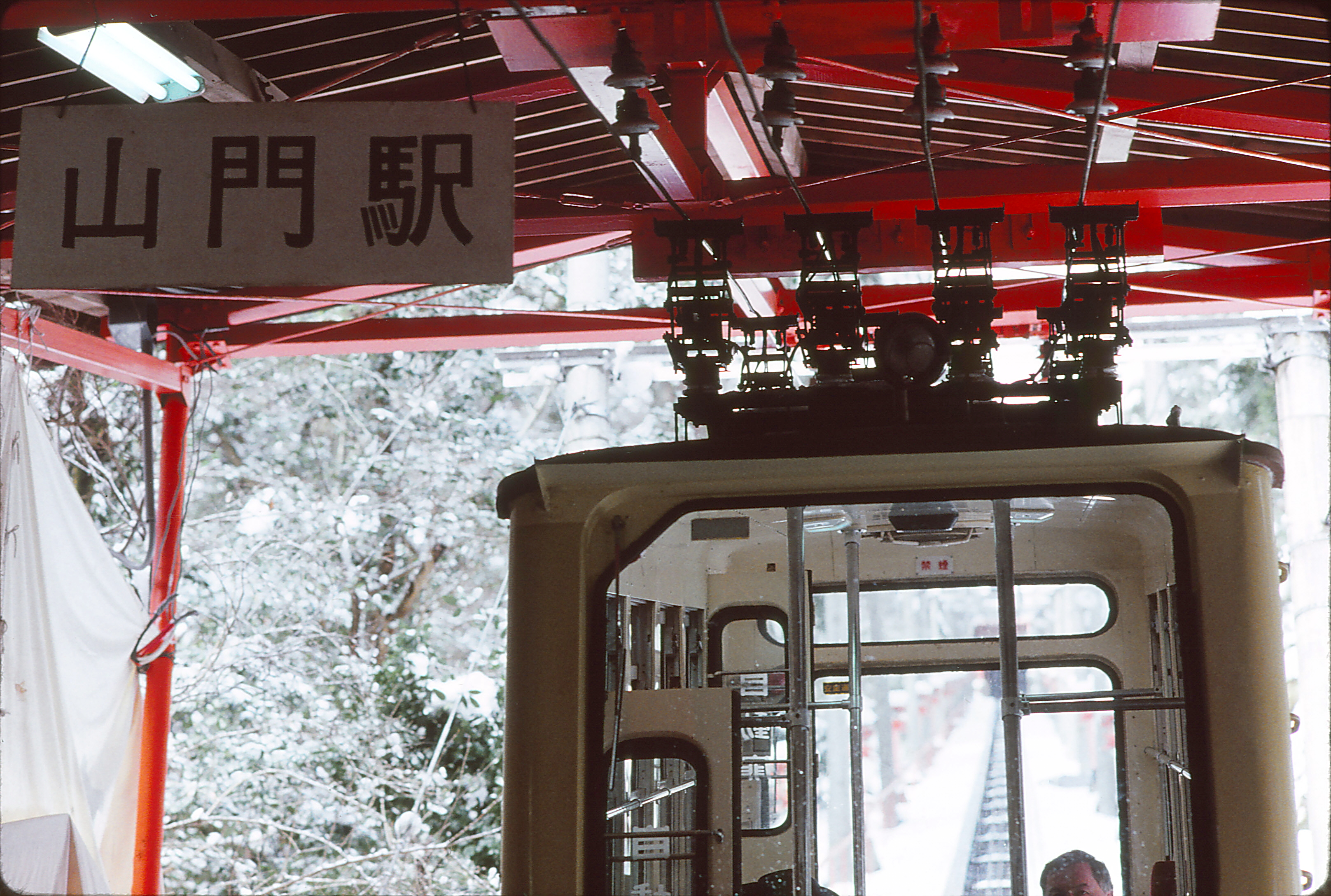
第二代車輛　架空電纜取電
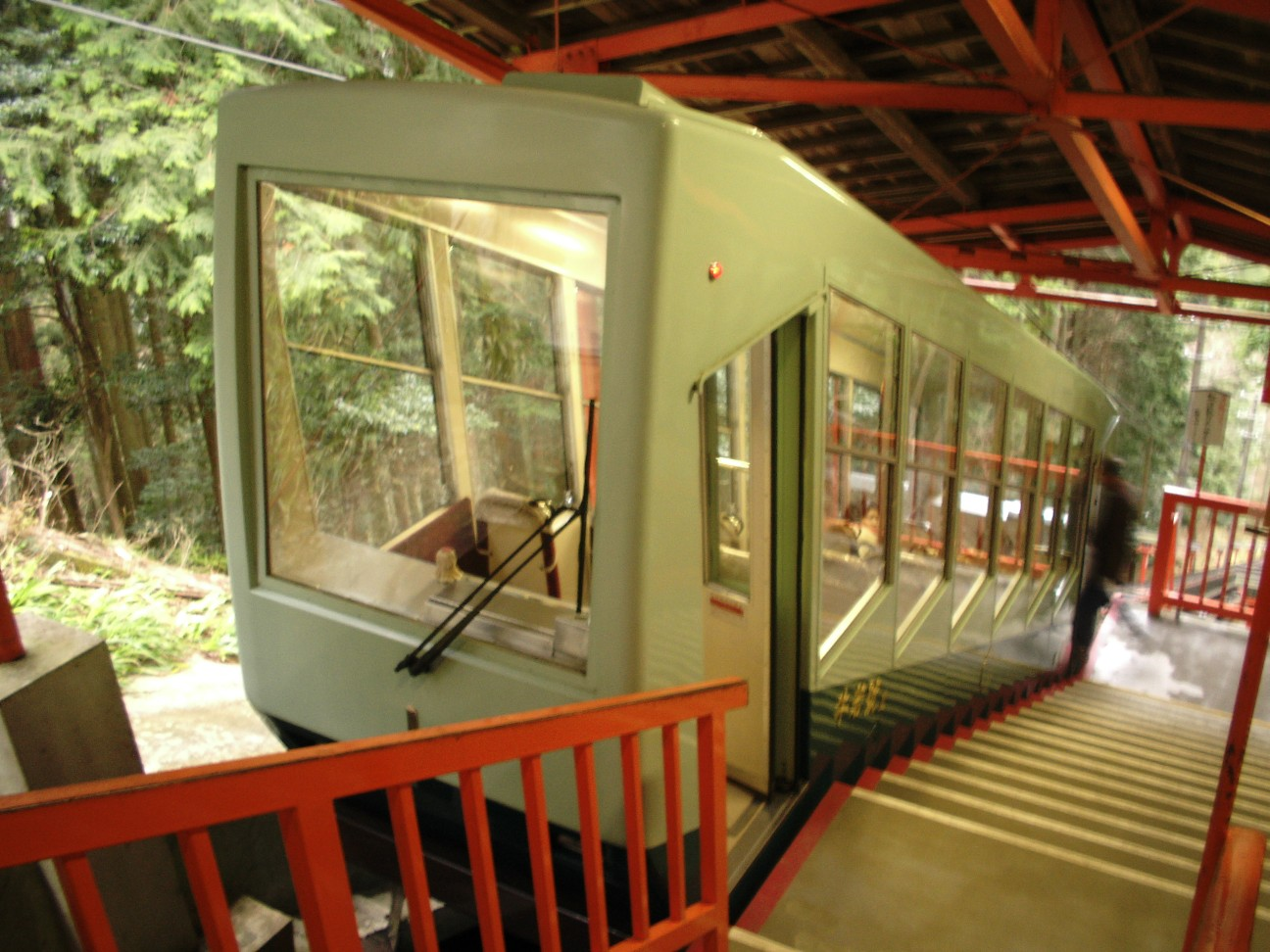
第三代車輛 牛若號III
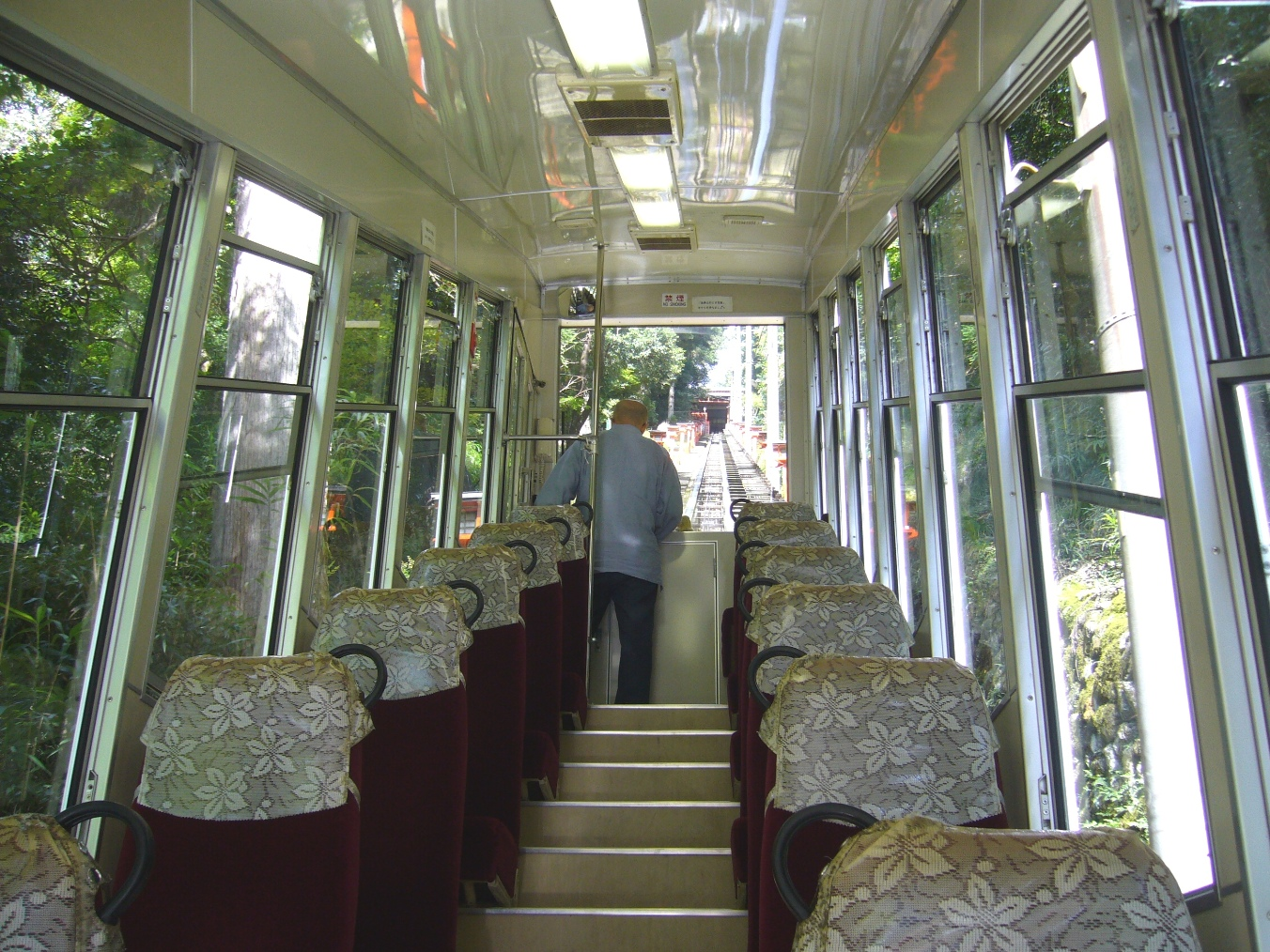
第三代車輛 牛若號III的車內

## 車費
現時此路線是鐵道事業法下，唯一不需要車費的鐵路線（曾經箕面鋼索鐵道也是免費）。但是，為了維護鞍馬寺，進入寺廟時需要捐款200日圓（小學生100日圓。2015年前，小學生以上也是100日圓）。鞍馬寺為了「多謝」捐款人，捐款人可免費乘車，變相捐款金的200日圓為車費。可是，如果以「車費」名義收取，宗教法人是需要為收到的車費課稅，而「捐款」則不需要課稅。
在鞍馬寺的官方網站中，指出「鞍馬山纜車是為了腿軟的人與年長的人可輕鬆地前往山上參考而鋪設鐵路。因此我們不收取車費，為此我們感謝那些合作維護鞍馬山內的人士，請使用纜車作為我們的謝禮。」。
在2015年翻新前，於車站接待處（事實上是售票處）會向捐款人給予相當於車票的「紀念崇拜之花瓣（單程車票）」。該蓮花形車票寫上了「多謝您合作維護鞍馬山寺廟。為了表示謝意，請使用一程纜車。乘車時請向職員出示此花。」。車票下半部分會在乘車時分離，以交給職員。
在翻新後，乘客可從自動售票機購買捐贈票（事實上也是車票）。捐贈票是一張像收據一樣的薄熱敏紙，當乘車時會収回捐贈票。售票機也是分開發出收據。在售票機旁邊設有一個名為「參拜記念」的紙張，大小與「紀念崇拜之花瓣（單程車票）」相同大小，乘客可自由地把它拿回家作為一個紀念。在該紙張上寫上了「多謝您合作維護鞍馬山寺廟。為了表示謝意，請使用一程纜車。此花請隨便帶回家作為紀念。」，該紙張不像翻新前的車票一樣設有下半部分。
另外，寺廟建議參拜人士不乘坐纜車，使用參道前往寺廟。原因是只有在大自然中行走，才能感受到作為鞍馬寺本尊和自然之力源泉的「本尊」。在參道中途會經過由岐神社等宗教地方，也是牛若丸與清少納言走過的歷史之道。

## 車站列表
- 山門站
  - 該處設有「普明殿」，於1992年落成的堂，該處兼任車站大樓。
- 多寶塔站
  - 在纜索鐵路開通時同時建造了「多寶塔禮堂」，該處兼任車站大樓。

## 接續路線
- 山門站：步行5分鐘可到達叡山電鐵鞍馬線的鞍馬站。

## 運送業績
| 年度 | 旅客運送人次（千人） |
| ---- | -------------------- |
| 1963 | 125                  |
| 1966 | 224                  |
| 1970 | 256                  |
| 1979 | 300                  |
| 1990 | 359                  |
| 2000 | 288                  |

- 私鐵統計年報各年版，民鐵主要統計《年鑑世界の鉄道》1983年《年鑑日本の鉄道》1993.2003年

## 注腳
1. 1 2 3  . 2016-05-20  [2021-01-22]. （原始内容存档于2021-10-28） （日语）.
2. 1 2  . 鉄道投稿情報局. ネコ・パブリッシング. 2016-05-20  [2021-01-22]. （原始内容存档于2021-10-28） （日语）.
3. 1 2  . 編集長敬白. ネコ・パブリッシング. 2016-05-31  [2021-01-22]. （原始内容存档于2016-08-15） （日语）.
4. 1 2 3  . 鉄道ニュース. 交友社. 2015-05-11  [2021-01-22]. （原始内容存档于2021-10-28） （日语）.
5. 1 2 3  森口誠之. . 東洋経済新報社. 2019-05-16  [2021-01-22]. （原始内容存档于2021-11-20） （日语）.
6. ↑  . 編集長敬白. ネコ・パブリッシング. 2015-05-13  [2021-01-22]. （原始内容存档于2016-08-07） （日语）.
7. ↑  . 2015-06-08  [2021-01-22]. （原始内容存档于2021-10-28） （日语）.
8. ↑  . 編集長敬白. ネコ・パブリッシング. 2016-06-01  [2021-01-22]. （原始内容存档于2016-08-15） （日语）.
9. ↑  入山に関して （页面存档备份，存于）（日語） - 鞍馬寺

## 外部連結
- 鞍馬寺 （页面存档备份，存于）（日語）（官方網站）